# Edward Tarleton (Politiker 1682–1683)
Edward Tarleton (* 1620 oder 1628.; † 1690) war ein englischer Kaufmann und Bürgermeister von Liverpool.

## Leben
Edward Tarleton entstammte einer alten in Aigburth nahe Liverpool ansässigen Familie. In Liverpool brachte er es zu einem angesehenen Kaufmann, Schiffseigner und Grundbesitzer. Womit er den Grundstein für den späteren Wohlstand seiner Familie legte.
Des Weiteren war er Ratsherr im Stadtrat von Liverpool und bekleidete von 1682 bis 1683 das Amt des Bürgermeisters der Stadt.
Edward Tarleton heiratete 1640. Aus dieser Ehe gingen zwei Söhne hervor, John (* 1650; † 1721) und Edward Tarleton. 1661 heiratete er Anne Corles, die Tochter des Ratsherrn und ehemaligen Liverpooler Bürgermeisters Henry Corles. Tarleton starb 1690 und wurde auf dem Friedhof St. Nicholas in Liverpool beigesetzt. Sein Sohn Edward wurde 1712 ebenfalls Bürgermeister von Liverpool.
Der Kaufmann, Schiffseigners und Bürgermeister John Tarleton ist ein Enkel seines Sohnes John.